# Людвиново (пограничный знак)

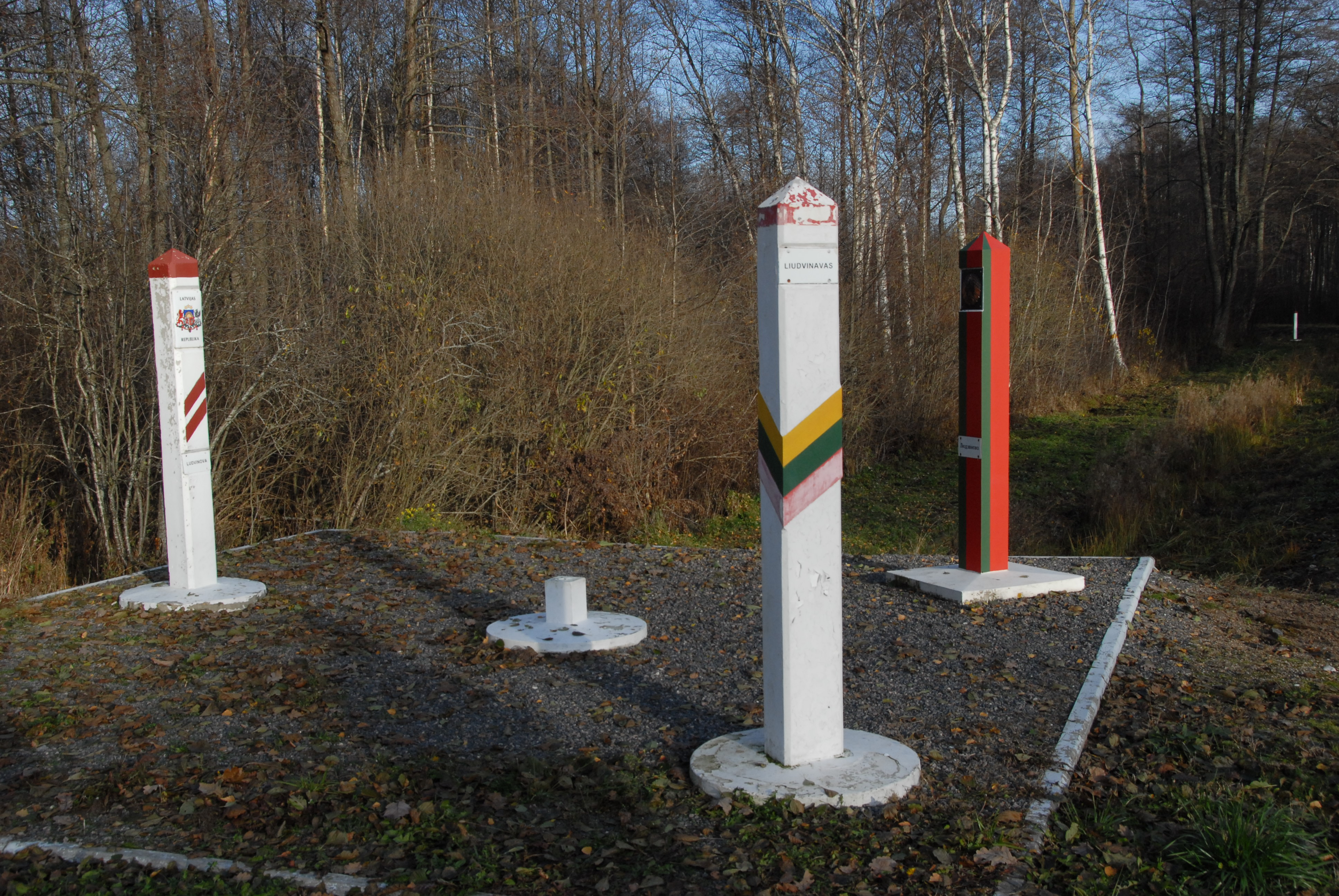
Стык границ Латвии, Литвы и Беларуси

Людвиново (латыш. Ļudvinova, лит. Liudvinavas, бел. Людзвінова) — знак, отмечающий пограничный стык в месте пересечения границ трёх государств — Литвы, Латвии и Белоруссии. Согласно межгосударственному договору, пункт стыка границ установлен к северо-западу от озера Людвиново. Установлен в 2001 году, принят демаркационной комиссией, составленной из представителей трёх сопредельных государств.